# Carlos Tapia Pavez
Carlos Mauricio Tapia Pavez (Santiago, Chile, 17 de septiembre de 1977) es un exfutbolista chileno que se desempeñaba como defensa o volante central. Inició su carrera en Unión Española donde logró el título de la Primera B y el ascenso a la Primera A, bajo la conducción de Juvenal Olmos. Sus buenas actuaciones lo llevan a fichar por Universidad Católica, donde no obtiene un gran rendimiento, lo cual acelera su retorno a Unión Española. Desde entonces jugó en varios equipos chilenos.

## Clubes
| Club                 | País  | Año       |
| -------------------- | ----- | --------- |
| Unión Española       | Chile | 1998-2001 |
| Universidad Católica | Chile | 2002-2004 |
| Unión Española       | Chile | 2005      |
| Everton              | Chile | 2005      |
| Deportes La Serena   | Chile | 2006-2011 |
| Barnechea            | Chile | 2012      |

## Palmarés

### Campeonatos nacionales
| Título           | Club           | País  | Año    |
| ---------------- | -------------- | ----- | ------ |
| Primera B        | Unión Española | Chile | 1999   |
| Primera División | Unión Española | Chile | 2002-A |
| Primera División | 2005-A         |       |        |